# Мульчер, Ганс
Ганс Мульчер, Ханс Мульчер, Ханс Мультшер (нем. Hans Multscher; ок. 1400, Лойткирх-им-Алльгой — ок. 1467, Ульм) — немецкий скульптор по камню, резчик по дереву и живописец позднего средневековья, эпохи интернациональной готики и начала Северного Возрождения. Работал в Южной Германии, Швабии. Его творчество оказало влияние на позднеготическую швабскую школу резных деревянных алтарей. По определению М. Я. Либмана творчество Ганса Мульчера открывает период расцвета национальной немецкой скульптуры, завершением которого стало творчество Николауса Герхарта.

## Жизнь и творчество
Точная дата рождения художника неизвестна. Начальное образование живописца и скульптора Ганс Мульчер получил в родной ему области Алльгой, на юге современной Баварии. Затем совершенствовал мастерство, странствуя по Германии, обучаясь у различных мастеров, в том числе у Клауса Слютера, знакомясь с новыми течениями в искусстве, в первую очередь в северной Франции и Нидерландах. В 1427 году он стал гражданином свободного имперского города Ульм. В том же году вступил в брак с происходившей из бюргерской ульмской семьи Адельгейд Китцин. В Ульме Мульчер стал известным мастером скульптуры и живописи, его мастерская была одной из самых больших в городе. В этой мастерской работал брат Ганса, скульптор Генрих Мульчер.
Мульчер был мастером больших алтарных полиптихов — многостворчатых резных и расписных деревянных алтарей. Он выделяется среди прочих мастеров скульптуры позднего Средневековья новым, пришедшим из Бургундии и Нидерландов «натуральным стилем», сменявшим так называемый «мягкий стиль» («Weicher Stil») его современников — Мастера Франке, Штефана Лохнера, Мастера Гартмана и других. Яркий характер и новизна образов, создаваемых Мульчером, нашли выражение в резных фигурах Вурцахского алтаря (Wurzacher Altar, 1437, ныне в Берлине) и, в особенности, — Штерцингского алтаря (Sterzinger Altars после 1456 года). Продолжателями Ганса Мульчера стали скульпторы раннего Северного Возрождения Николаус Герхарт,Йорг Сирлин, Михель Эрхарт, Фейт Штос, Адам Крафт, Тильман Рименшнейдер, в связи с чем Мульчер считается одним из родоначальников и первых представителей швабской, или южно-германской, художественной школы.
В 1429 году Ганс Мульчер завершил скульптуру «Муж скорбей» (Schmerzensmann) на западном портале Ульмского собора. Во время иконоборчества, сопровождавшего Реформацию (1531), это произведение погибло. Ныне оно реконструировано, как и некоторые другие произведения художника, пострадавшие в то время. Например, фигуры так называемой «Карг-ниши» (Karg-Nische), в правом трансепте собора, заказанные семейством Карг в 1433 году для стенного алтаря. Среди других произведений мастера выделяется Ландсбергский алтарь (Landsberger Altar, 1437), Хайлигенкройцталерский алтарь (Heiligenkreuzthaler Altar) в Альтхайме близ Ридлингена (1450), алтарь в Штерцинге в Южном Тироле. Кроме деревянной скульптуры известны также скульптурные работы Мульчера из алебастра. Например, алебастровая скульптура Престола милосердия (Gnadenstuhls, ок. 1430) хранится в Либигхаусе во Франкфурте-на-Майне.

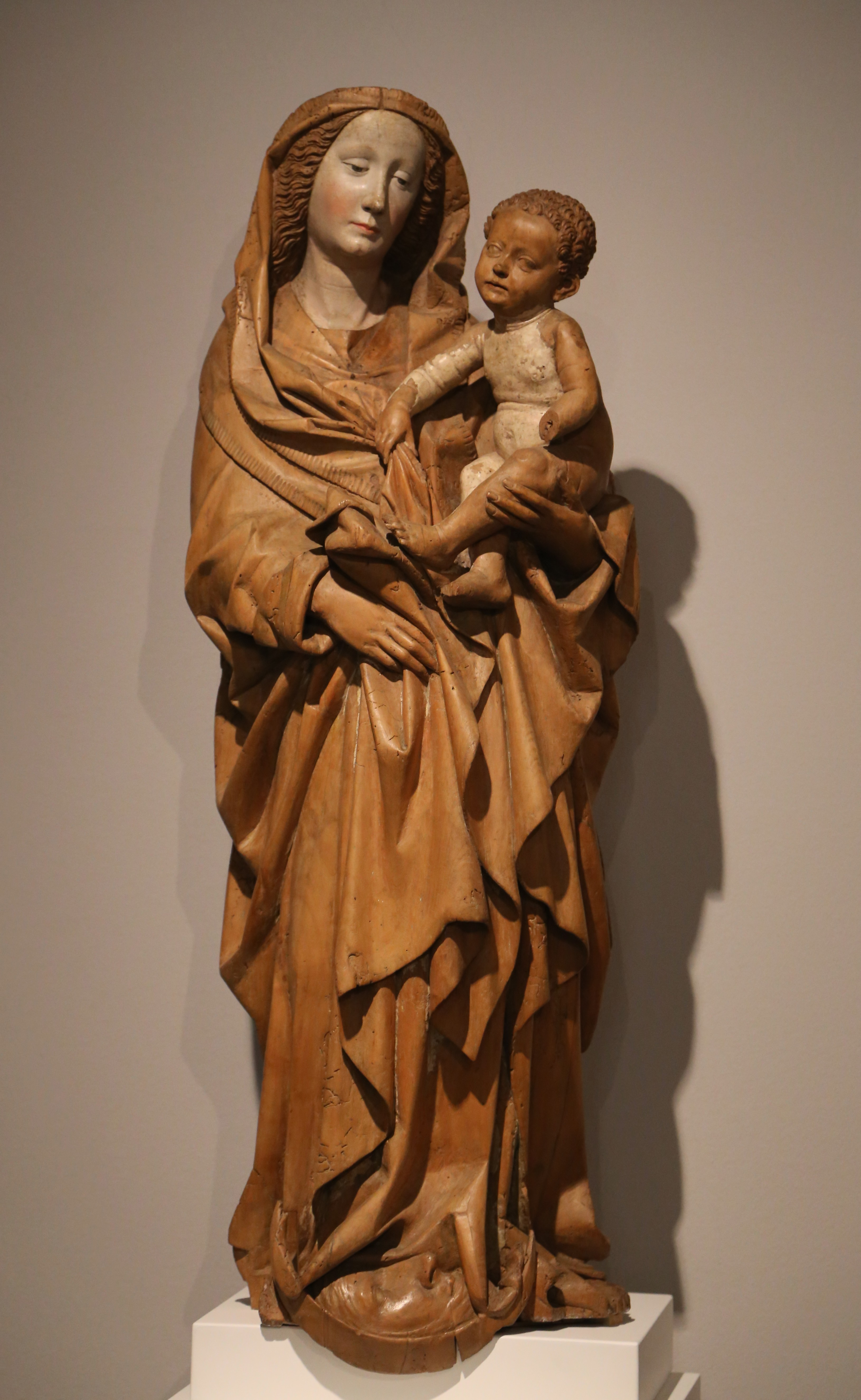
Мадонна с Младенцем. Между 1455 и 1460. Дерево, роспись. Муниципальный музей, Ульм
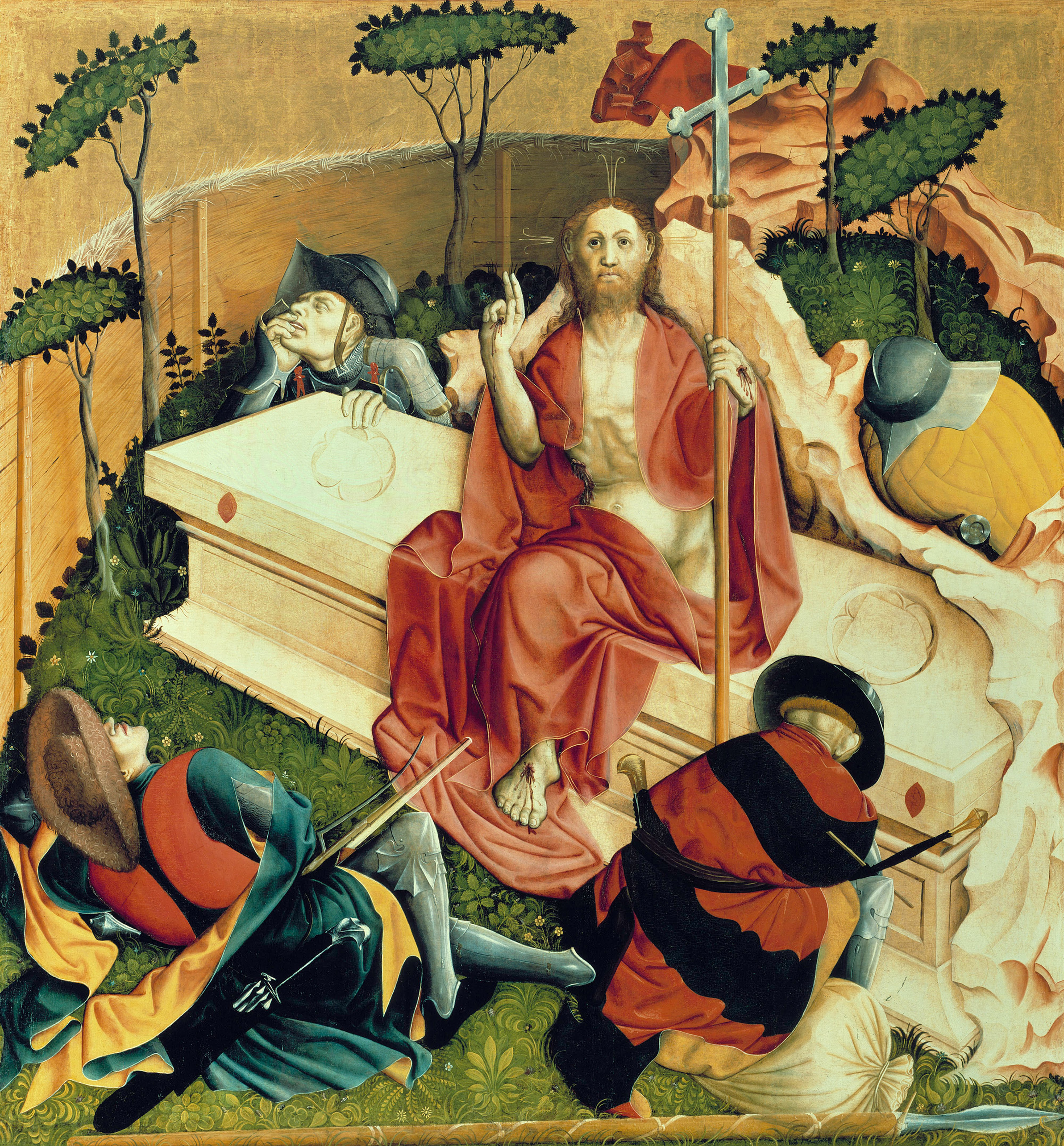
Воскресение Христа. Створка Ландсбергского алтаря. 1437. Дерево, масло. Берлинская картинная галерея
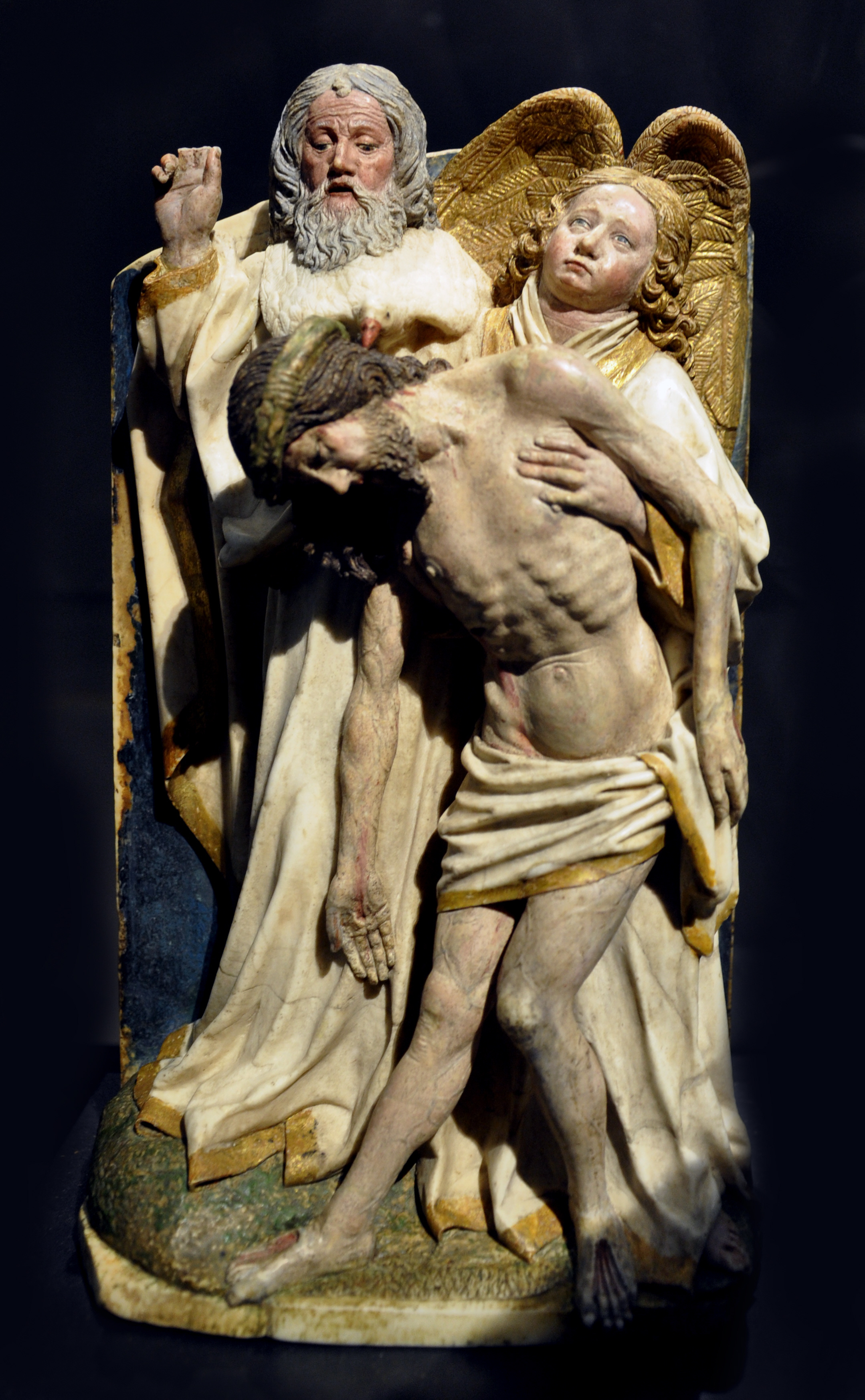
Святая Троица. Ок. 1430. Алабастр, роспись. Либигхаус, Франкфурт-на-Майне
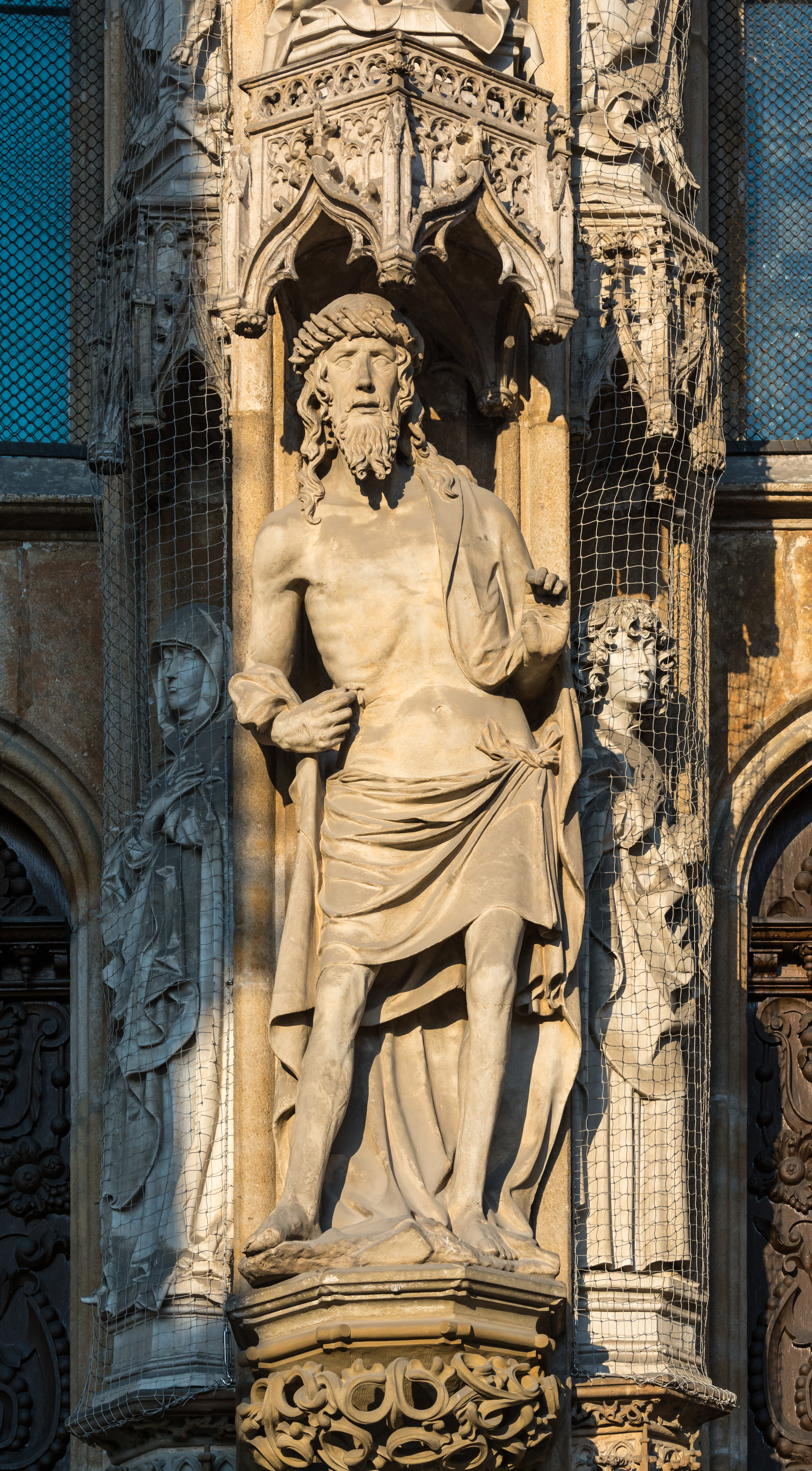
«Муж скорбей». 1429. Скульптура западного портала Ульмского собора (реконструкция)
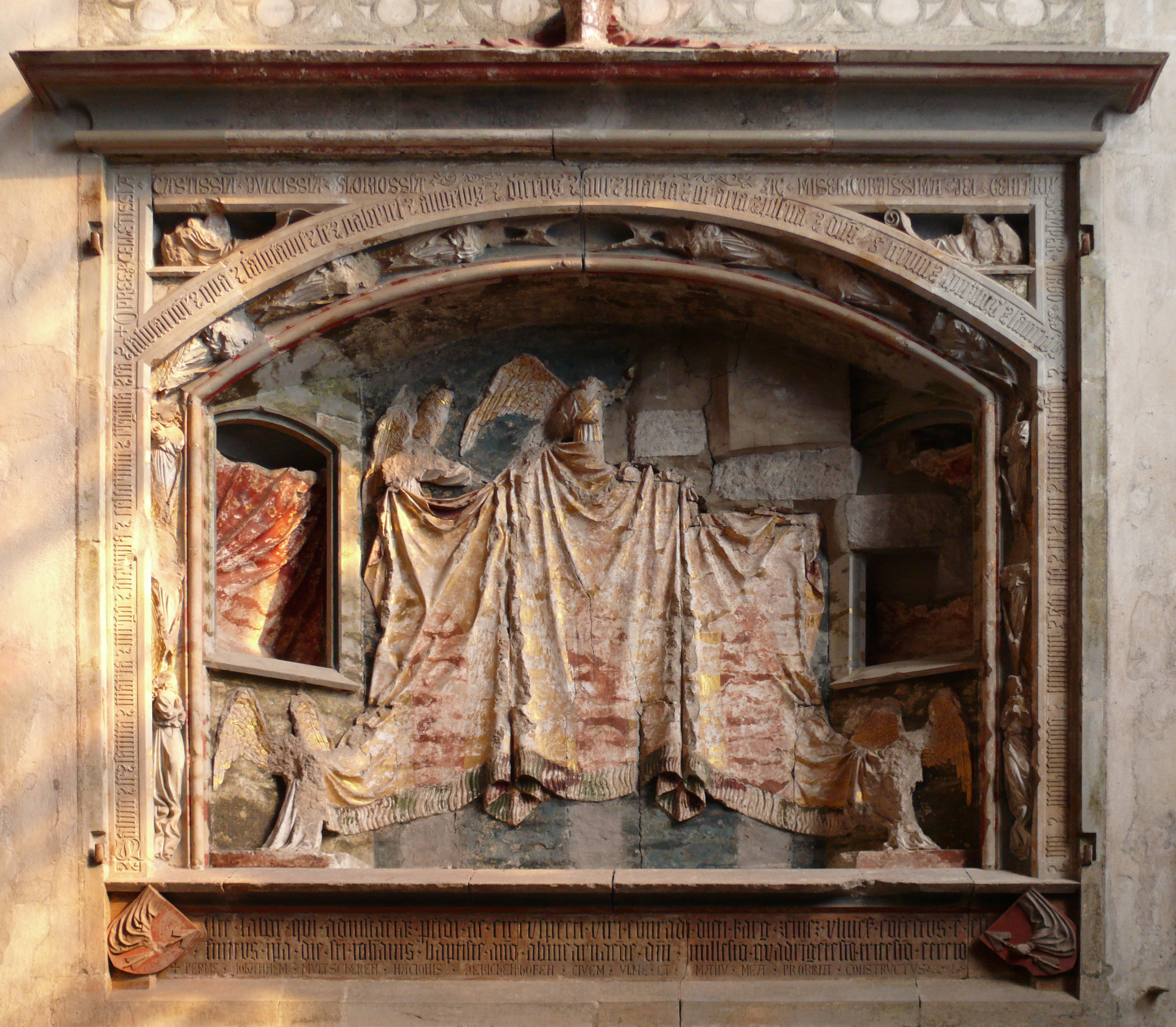
«Карг-ниша» (Karg-Nische) Ульмского собора. 1433 (фигуры сцены Благовещения утрачены)
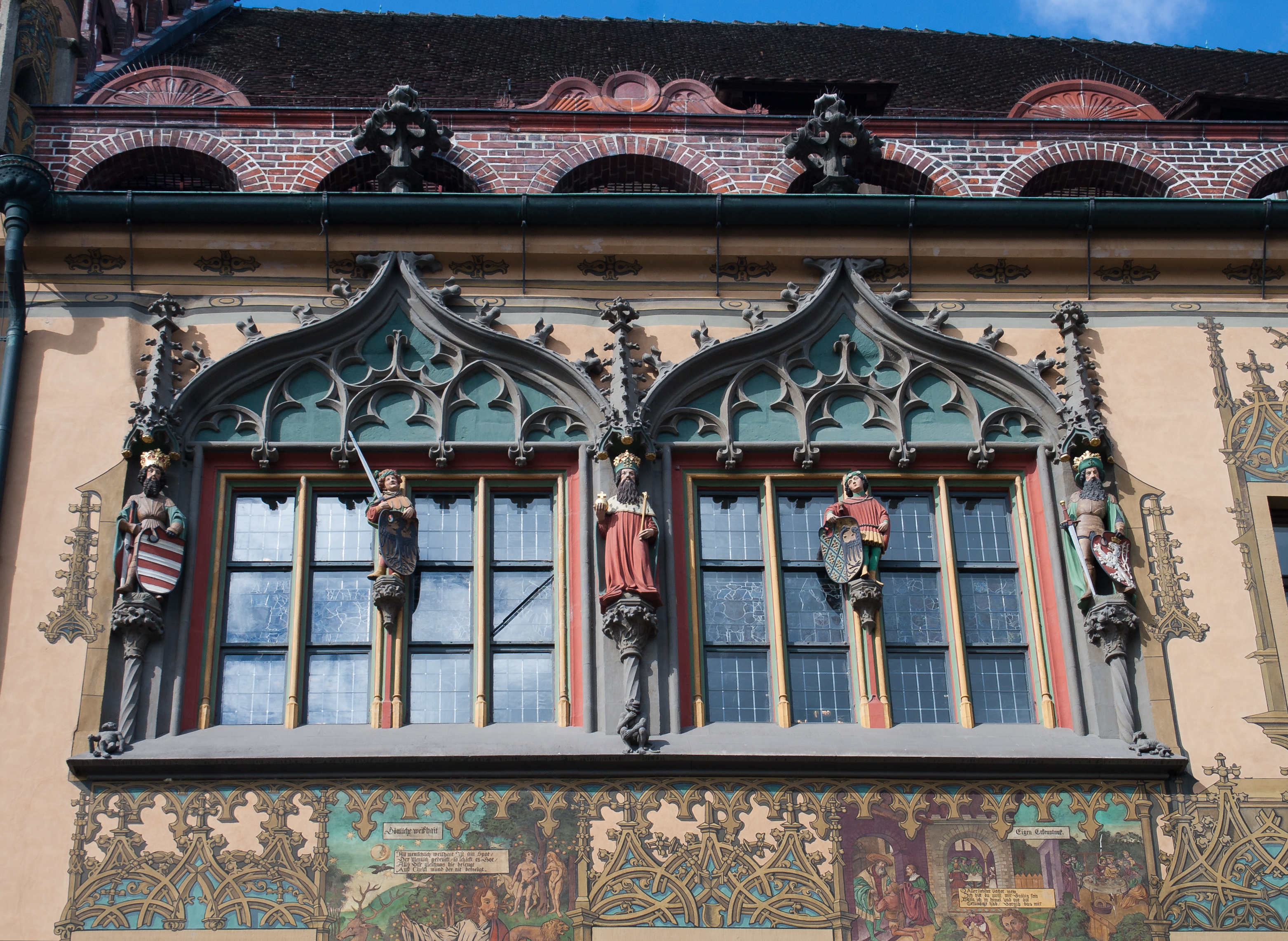
«Имперское окно» (Kaiserfenster) восточного фасада Ратуши в Ульме. 1527–1533 (реконструкция)
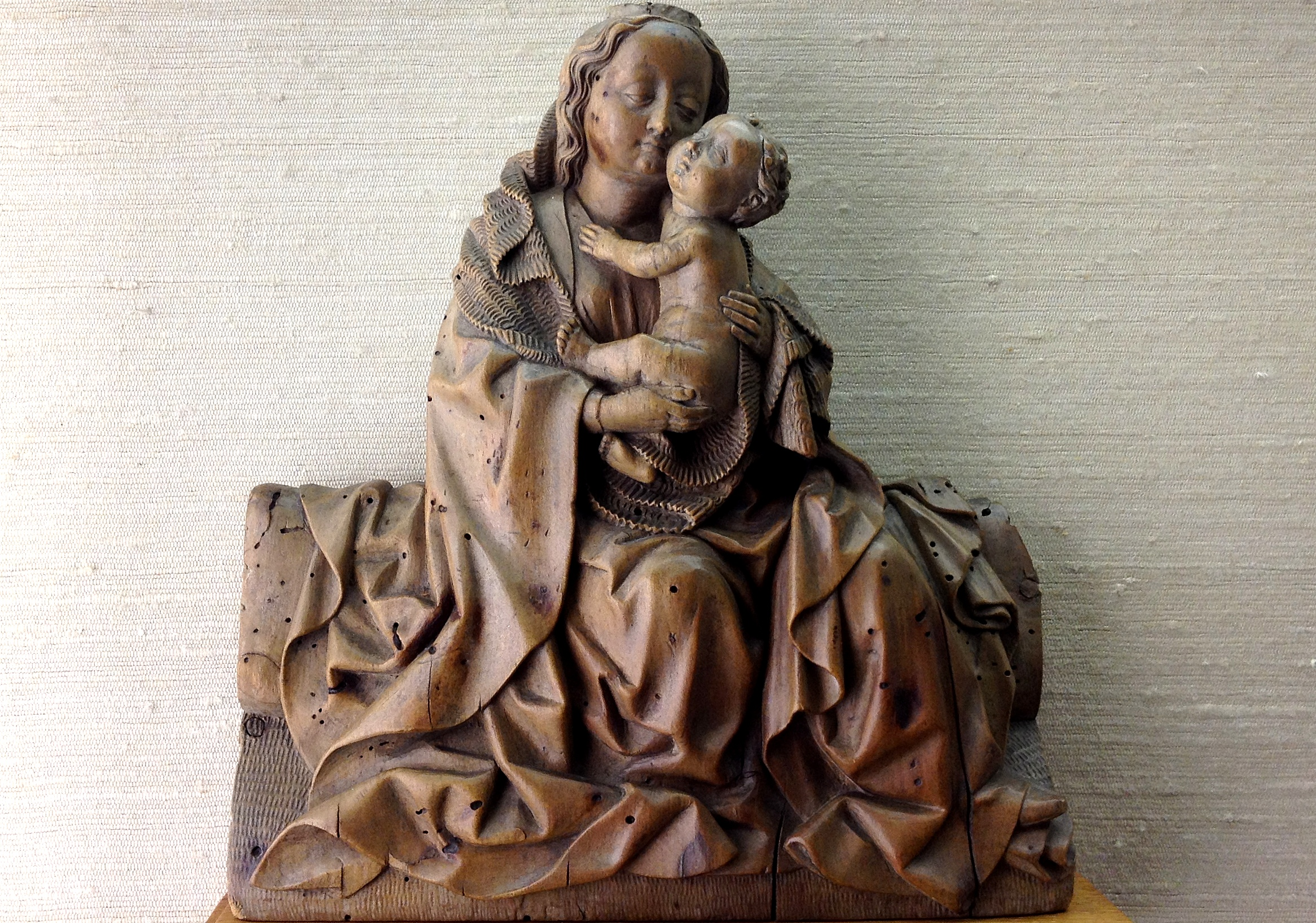
Мадонна с Младенцем. Ок. 1450. Дерево. Майн-Франконский музей, Замок Мариенберг, Вюрцбург
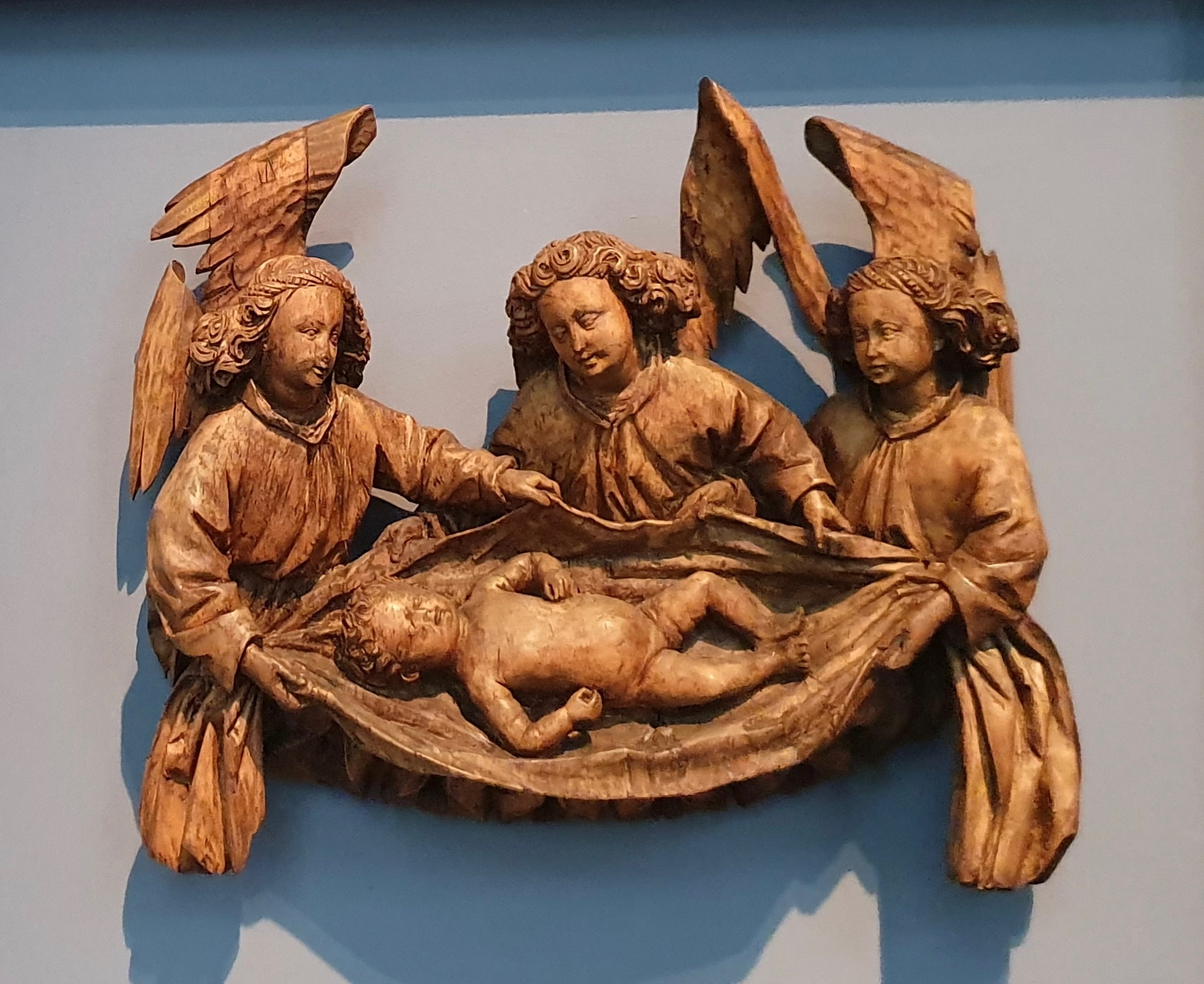
Tри ангела и младенец Иисус. Между 1430 и 1440. Дерево. Музей Боде, Берлин
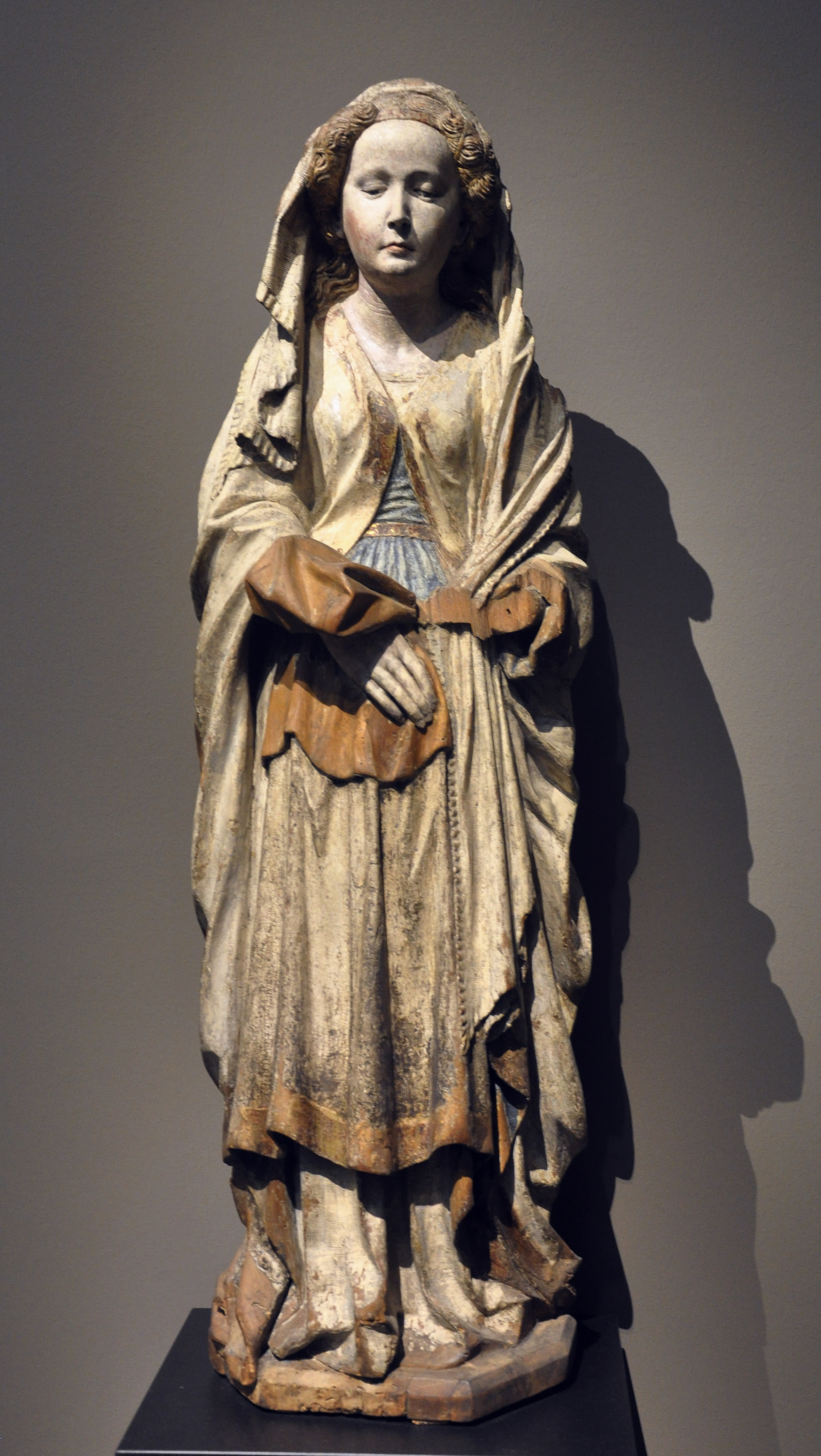
Мария Магдалина. Ок. 1465. Дерево, роспись. Либигхаус, Франкфурт-на-Майне